# Датский пролив
Да́тский проли́в (дат. Danmarksstrædet), или Гренландский пролив (исл. Grænlandssund), — пролив между островами Гренландия и Исландия. Соединяет Гренландское море с морем Ирмингера — составной частью Атлантического океана. Ширина около 260 км. Наименьшая глубина на фарватере — 227 м.

## Геология и гидрология

### Гренландско-Исландский порог

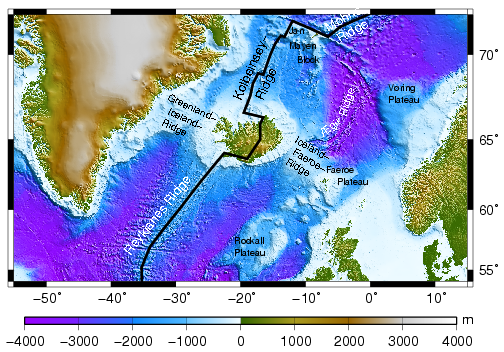
Схема расположения Гренландско-исландского порога

По дну пролива тянется Гренландско-Исландский порог — подводная возвышенность, соединяющая подводные основания островов Гренландия и Исландия. Порог препятствует водообмену между Атлантическим океаном и Гренландским морем, в результате блокировки водных потоков температура воды на глубинах, превышающих 400 метров, к северу от порога составляет −1 °C, а к югу от него — около +8 °C.

### Подводный водопад
На дне пролива находится самый большой из ныне известных подводных водопадов. Водопад стекает по западной стороне Датского пролива. Его вода падает примерно на 4000 метров из Гренландского моря в море Ирмингера, а расход воды составляет около 5 млн м³/с.

### Течения
Вдоль берегов Исландии с юга на север проходит ветвь тёплого течения Ирмингера. Вдоль берегов Гренландии с севера на юг проходит Восточно-Гренландское течение, круглый год несущее льды.
В 2004 году океанографы Стейнгримур Джонссон и Хединн Валдимарссон из Океанографического Института Вудс Хол обнаружили признаки существования ещё одного течения, протекающего по северному склону Исландии и попадающего в Датский пролив. Течение получило название Северного Исландского потока. В 2008 году экспедиция с участием Боба Пикарта экспериментально подтвердила существование течения. Согласно текущей гипотезе, обнаруженное течение поставляет примерно половину объёма воды, впоследствии выходящего из Датского пролива. Повторная экспедиция 2011 года под руководством Стейнгримура Джонссона, Роберта Пикарта, Лауры де Стеур, Къетила Вяге и Хединна Валдимарссона провела дополнительные исследования этого течения.

## История
Освоение берегов пролива началось в конце IX века, когда в Исландии появились норвежские викинги. Открытие Гренландии в 982 году связано с именем Эрика Рыжего. Пролив был известен как «Датский пролив» по крайней мере с конца XIX века.

### Сражение в Датском проливе
Сражение в Датском проливе —— морское сражение Второй мировой войны, состоявшееся 24 мая 1941 года, между кораблями Королевского флота Великобритании и кригсмарине (военно-морских сил Третьего рейха). Британский линкор «Принц Уэльский» и линейный крейсер «Худ» пытались воспрепятствовать германскому линкору «Бисмарк» и тяжёлому крейсеру «Принц Ойген» прорваться через Датский пролив в Северную Атлантику. Взрыв и последующая гибель «Худа» унесли жизни всех, кроме троих из экипажа 1418 человек; «Принц Уэльский» был серьёзно повреждён; «Бисмарк» вышел в Атлантику через пролив, однако через три дня был потоплен британскими ВВС.

### Фареро-Исландский рубеж
В 1950-х годах США разместили в проливе систему наблюдения «SOSUS». Её целью стало обнаружение советских подводных лодок, выходящих в Атлантический океан. Эффективность рубежа снизилась после введения в строй менее шумных подводных лодок третьего поколения («Варшавянка» и другие). По состоянию на 2007 год все береговые посты системы СОСУС работали в автоматическом режиме (который не требует несения круглосуточной вахты операторами), при этом часть гидроакустических станций системы законсервирована.

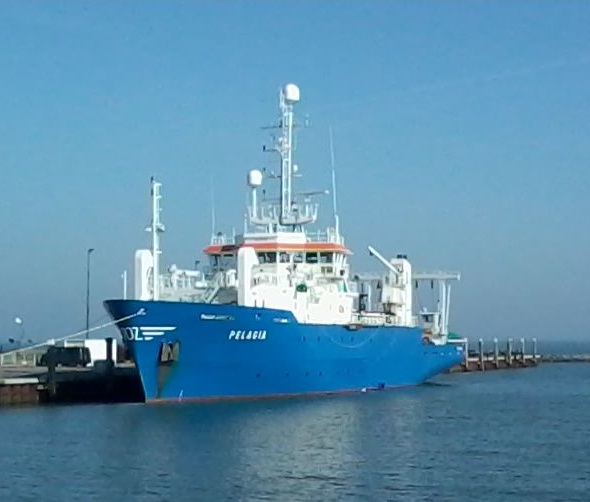
Исследовательское судно Пелагея, 5 марта 2013

## Исследования
С 11 сентября 2017 года по 24 сентября 2017 года прошла научная экспедиция Королевского Нидерландского Института Морских Исследований на исследовательском судне Pelagia. Целью экспедиции были измерения потока плотной воды в районе Гренландское-Исландского порога со стороны Атлантического океана. Работа экспедиции помогала двум немецким исследовательским проектам — «Региональная Атлантическая циркуляция и глобальные изменения» (англ. «Regional Atlantic circulation and global change - RACE») и «Переносы энергии в атмосфере и океане» (англ. «Energy transfers in atmosphere and ocean - TRR181»).

## Рыболовство
Пролив является зоной промыслового рыбного лова семги, путассу, палтуса, зубатки, трески, морского окуня, камбалы, мойвы и креветок. Основные места лова — мелководные банки у берегов Гренландии.